# Anna Cathcart
Anna Cathcart, född 16 juni 2003 i Vancouver, är en kanadensisk skådespelare.
Cathcart har bland annat medverkat i filmerna Till alla killar jag har gillat från 2018 och Till alla killar: Nu och för alltid från 2021. Hon har även medverkat i TV-serierna Ett fall för KLURO (2016–2022) och XO, Kitty från 2023.

## Filmografi (i urval)
- 2016–2022: Ett fall för KLURO
- 2017: Descendants 2
- 2018: Till alla killar jag har gillat
- 2020: Till alla killar: PS. Jag gillar dig fortfarande
- 2021: Till alla killar: Nu och för alltid
- 2023: XO, Kitty